# Torsten Johan Fredrik Bergendahl
Torsten Johan Fredrik Bergendahl (ur. 12 maja 1890 w Siene, Szwecja, zm. 21 września 1962 w Hemsjö) – szwedzki urzędnik konsularny.
Syn rolników - Axela Fredrika B. i Josephine Nykvist. Studiował na Wyższej Szkole w Göteborgu (Göteborgs Högskola) (1909) i uniwersytecie w Jenie (1910), Londyńskiej Szkole Ekonomicznej i Nauk Politycznych (London School of Economies & Political Sciences) (1919). Stopień magistra uzyskał w Göteborgu (1915). Wykładał w Gimnazjum Wschodnim w Göteborgu (Göteborgs östra realskola) (1916-1917).
Następnie przeszedł do szwedzkiej służby zagranicznej, będąc m.in. delegatem w Szwedzkiej Misji Pomocy (hjälporganisation för civilinternerade och krigsfångar) w Piotrogrodzie (1917-1918), urzędnikiem w konsulacie generalnym w Londynie (1919–1921), kancelistą w Warszawie (1924-1925), konsulem w Gdańsku (1936-1938), I wicekonsulem w Moskwie (1939-1942).
W Gdańsku swą funkcję konsula pełnił ponownie (1946-1948).
Pochowany na cmentarzu Kullings-Skövde.